# Esquisto verde
El esquisto verde es una roca metamórfica. Su color característico, el verde, se debe a la presencia de clorita, epidota o actinolita. El esquisto verde es un producto típico de metamorfismo de bajo grado de rocas o sedimentos peliticos (ricas en arcilla) y rocas ígneas básicas.